# بیمارستان آلبرت بی شاندلر
بیمارستان آلبرت بی شاندلر (به انگلیسی: Albert B. Chandler Hospital) بیمارستانی در ایالات متحده آمریکا است که در ۱۹۶۲ میلادی ساخته شد و دارای ۴۷۳ تخت است.